# Distrito de Denali
O Distrito de Denali é um dos 18 distritos organizados do Estado americano do Alasca. É um distrito organizado, ou seja, que possui o poder e o dever de fornecer certos serviços públicos aos seus habitantes. Sua sede de distrito é Healy. Possui uma área de 33 086 km², uma população de 1,893 habitantes e uma densidade demográfica de cerca de 0,05 hab/km².